# Cytaea plumbeiventris
Cytaea plumbeiventris là một loài nhện trong họ Salticidae.
Loài này thuộc chi Cytaea. Cytaea plumbeiventris được Eugen von Keyserling miêu tả năm 1881.